# Szetlew
Szetlew (prononciation : [ˈʂɛtlɛf]) est un village polonais de la gmina de Zagórów dans le powiat de Słupca de la voïvodie de Grande-Pologne dans le centre-ouest de la Pologne.
Il se situe à environ 9 kilomètres au sud-est de Zagórów (siège de la gmina), à 21 kilomètres au sud-est de Słupca (siège du powiat) et à 80 kilomètres à l'est de Poznań (capitale régionale).

## Histoire
De 1975 à 1998, le village faisait partie du territoire de la voïvodie de Konin.

Depuis 1999, Szetlew est situé dans la voïvodie de Grande-Pologne.